# استفان فان دن برخ
استفان فان دن برخ (انگلیسی: Stephan van den Berg؛ زادهٔ ۲۰ فوریهٔ ۱۹۶۲) قایقران قایق بادبانی اهل هلند است.